# Bermuda Triangle
Bermuda Triangle è l'ottavo album in studio del chitarrista statunitense Buckethead, pubblicato il 23 luglio 2002 dalla City Hall Records.

## Descrizione
L'album unisce elementi provenienti dalla musica elettronica e da quella underground. Gli elementi hip hop presenti in Bermuda Triangle sono frutto dell'influenza del produttore Extrakd, con il quale il chitarrista aveva già collaborato in precedenza all'album Colma e all'EP KFC Skin Piles

## Tracce
Musiche di Buckethead e Extrakd.
1. Intro – 0:34
2. Davy Jones Locker – 0:56
3. Flight 19 – 1:48
4. Mausoleum Door – 3:29
5. Sea of Expanding Shapes – 4:24
6. The Triangle Part I: Extrakd – 1:16
7. Bionic Fog – 2:01
8. Forbidden Zone – 2:15
9. Telegraph Land of the Crispies – 1:53
10. Pullin' the Heavy – 2:55
11. Phantom Lights – 2:38
12. Jabbar on Alcatrazz Avenue – 3:18
13. BEESTRO Fowler – 3:01
14. Splintered Triplet – 2:36
15. Whatevas – 2:15
16. Sucked Under – 4:22
17. Isle of Dead – 3:14
18. The Triangle Part II – 3:19
19. 911 – 3:18

## Formazione
- Buckethead – chitarra, basso
- Extrakd – sintetizzatore, campionatore, tastiera
- Brain – batteria
- Bobafett – basso (traccia 16)